# Сеидов, Гасан Али оглы
Гасан Али оглы Сеидов (азерб. Həsən Əli oğlu Seyidov, 25 сентября 1910, Эривань, Кавказское наместничество — 8 июня 1999, Баку) — советский государственный и политический деятель, председатель Бакинского облисполкома.

## Биография
Родился в 1908 году. Член ВКП(б).
С 1937 года — на общественной и политической работе. В 1937—1962 гг. — директор Азербайджанского научно-исследовательского института хлопководства, директор Азербайджанского сельскохозяйственного института, председатель Исполнительного комитета Кировабадского городского Совета, заведующий Сельскохозяйственным отделом ЦК КП(б) Азербайджана, 3-й, 2-й секретарь ЦК КП(б) Азербайджана, 1-й заместитель председателя СМ Азербайджанской ССР, председатель Бакинского облисполкома, председатель Государственной плановой комиссии при СМ Азербайджанской ССР, министр сельского хозяйства Азербайджанской ССР, постоянный представитель СМ Азербайджанской ССР при СМ СССР.
Избирался депутатом Верховного Совета СССР 2-го, 3-го, 4-го, 5-го созывов.
Умер в Баку в 1999 году.
Награждён орденом «Знак Почёта» (27.04.1940) — «в ознаменование 20-й годовщины освобождения Азербайджана от ига капитализма и установления там советской власти, за успехи в развитии нефтяной промышленности, за достижения в области подъёма сельского хозяйства и образцовое выполнение строительства Самур-Дивичинского канала».